# イエリユウ
イエリユウ（1937年 - 1941年）とは、日本の競走馬である。1940年に第9回東京優駿競走（日本ダービー）に優勝した。全兄にタエヤマ（東京優駿競走2着）がいる。
生涯成績は16戦6勝。獲得賞金は4万4902円である。デビューから5戦目に5万6507人の観客を集めた第9回東京優駿競走に出走し、1勝馬の身ながらミナミをハナ差下して優勝した。秋には京都農林省賞典4歳呼馬（現菊花賞）でも4着と好走している。京都農林省賞典4歳呼馬後は年末にかけて5戦3勝2着2回と調子を上げていたが、小倉で2連勝のあと、急性脳膜炎を発症しそのまま死亡した。なお、この馬の死因については馬伝染性貧血が関連する脳膜炎ではないかという説もある。また、主戦騎手であった末吉清騎手も、後を追う様に夭折した。

## 競走成績
- 1940年（16戦6勝）
  - 東京優駿競走（日本ダービー）

## 血統表
| イエリユウの血統（ゲインズバラ系（タッチストン系）／St.Simon5.5×5=9.38% St.Frusquin4×5=9.38% Hampton5×5=6.25%（父内）） | イエリユウの血統（ゲインズバラ系（タッチストン系）／St.Simon5.5×5=9.38% St.Frusquin4×5=9.38% Hampton5×5=6.25%（父内）） | イエリユウの血統（ゲインズバラ系（タッチストン系）／St.Simon5.5×5=9.38% St.Frusquin4×5=9.38% Hampton5×5=6.25%（父内）） | （血統表の出典）          | （血統表の出典） |
| 父 *トウルヌソル Tournesol 1922 鹿毛                                                                                    | 父の父Gainsborough 1915 鹿毛                                                                                            | Bayardo | Bay Ronald                | Bay Ronald       |
| 父 *トウルヌソル Tournesol 1922 鹿毛                                                                                    | 父の父Gainsborough 1915 鹿毛                                                                                            | Bayardo | Galicia                   |                  |
| 父 *トウルヌソル Tournesol 1922 鹿毛                                                                                    | 父の父Gainsborough 1915 鹿毛                                                                                            | Rosedrop | St.Frusquin               | St.Frusquin      |
| 父 *トウルヌソル Tournesol 1922 鹿毛                                                                                    | 父の父Gainsborough 1915 鹿毛                                                                                            | Rosedrop | Rosaline                  |                  |
| 父 *トウルヌソル Tournesol 1922 鹿毛                                                                                    | 父の母Soliste 1910 | Prince William | Bill of Portland          | Bill of Portland |
| 父 *トウルヌソル Tournesol 1922 鹿毛                                                                                    | 父の母Soliste 1910 | Prince William | La Vierge                 |                  |
| 父 *トウルヌソル Tournesol 1922 鹿毛                                                                                    | 父の母Soliste 1910 | Sees | Chesterfield              | Chesterfield     |
| 父 *トウルヌソル Tournesol 1922 鹿毛                                                                                    | 父の母Soliste 1910 | Sees | La Goulue                 |                  |
| 母 山妙 1928 栗毛 | 母の父*チャペルブラムプトン Chapel Brampton 1912 栗毛                                                                   | Beppo | Marco                     | Marco            |
| 母 山妙 1928 栗毛 | 母の父*チャペルブラムプトン Chapel Brampton 1912 栗毛                                                                   | Beppo | Pitti                     |                  |
| 母 山妙 1928 栗毛 | 母の父*チャペルブラムプトン Chapel Brampton 1912 栗毛                                                                   | Mesquite | Sainfoin                  | Sainfoin         |
| 母 山妙 1928 栗毛 | 母の父*チャペルブラムプトン Chapel Brampton 1912 栗毛                                                                   | Mesquite | St.Silave                 |                  |
| 母 山妙 1928 栗毛 | 母の母慶臣 1923 鹿毛 | *ダイヤモンドウエツデイング Diamond Wedding                                                                             | Diamond Jubilee           | Diamond Jubilee  |
| 母 山妙 1928 栗毛 | 母の母慶臣 1923 鹿毛 | *ダイヤモンドウエツデイング Diamond Wedding                                                                             | Wedlock                   |                  |
| 母 山妙 1928 栗毛 | 母の母慶臣 1923 鹿毛 | グローリヤス | *ルーヂゲーア             | *ルーヂゲーア    |
| 母 山妙 1928 栗毛 | 母の母慶臣 1923 鹿毛 | グローリヤス | 第三フラストレート No.1-b |                  |

- 牝系は小岩井農場のフラストレート系。